# Stazione di Castel Gandolfo
La stazione di Castel Gandolfo è una fermata ferroviaria posta sulla linea Roma-Albano, a servizio dell'omonimo comune.
La fermata conta un unico binario servito da un marciapiede e possiede un piccolo fabbricato viaggiatori.

## Storia
La stazione di Castel Gandolfo venne attivata prima del 1902. Successivamente venne declassata a fermata.
Il 22 dicembre 1947 venne attivato l'esercizio a trazione elettrica, con linea aerea alla tensione di 3000 V.

## Movimento
La stazione è servita da treni regionali svolti da Trenitalia sulla relazione denominata FL4 nell'ambito del contratto di servizio stipulato con la Regione Lazio.